# جمهوری مینروا

جمهوری مینروا یا صخره های مینروا تعدادی صخره می باشد که در اقیانوس آرام و بین کشورهای فیجی و تونگا قرار دارد که در سال نوزدهم ژانویه ۱۹۷۲توسط گروهی تشکیل واعلام استقلال نمود و سرانجام توسط نیروی دریایی تونگا به اشغال درآمد مینروا همواره یکی از ریزکشورهای پرحاشیه و پرماجرا و جالب بوده است

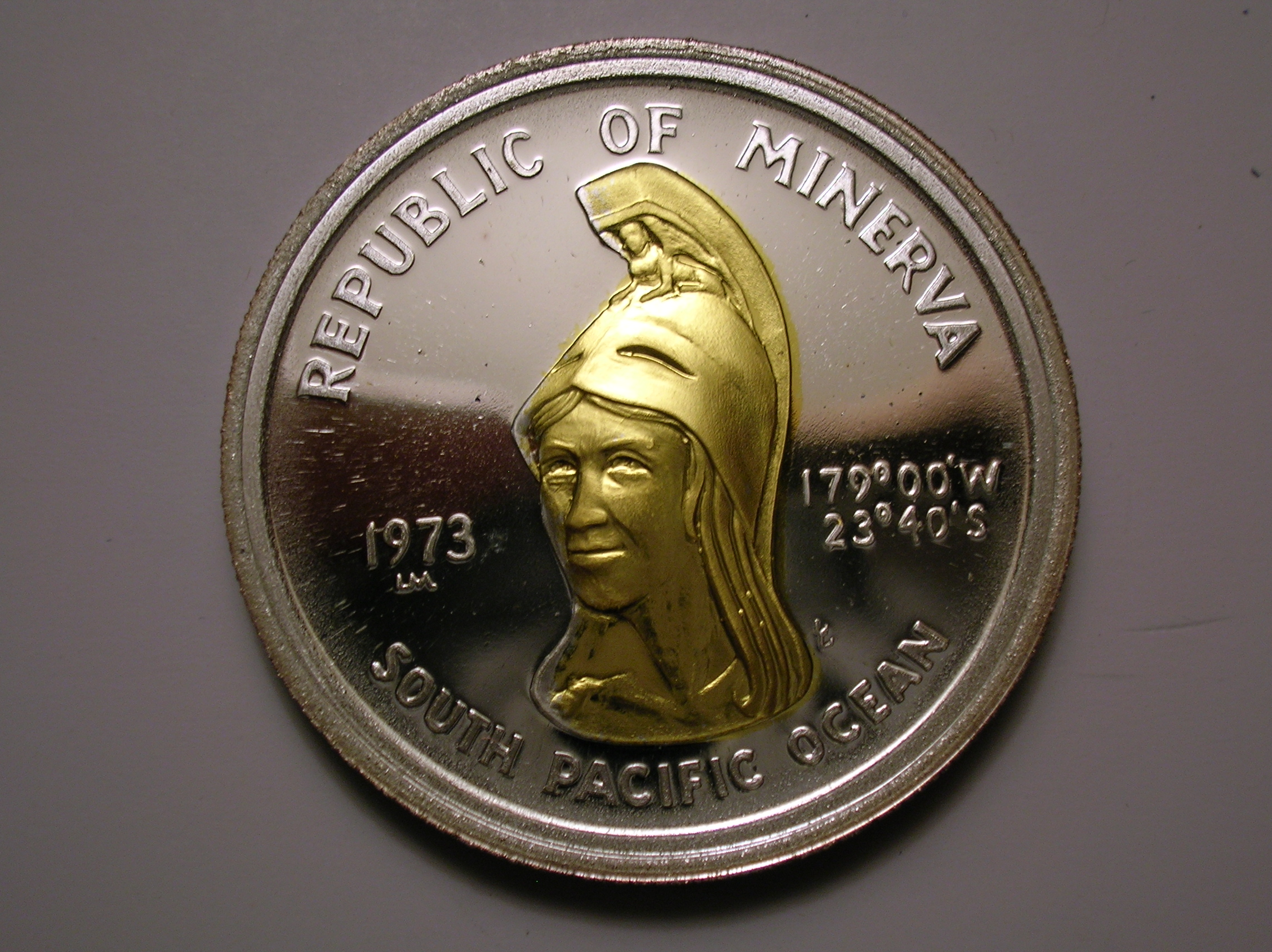
یک سکه پول کشور مینروا